# Moroni
Moroni er den største by på Comorerne og har været hovedstad siden 1962. Byen har 74.749(2017) indbyggere og ligger på vestkysten af Grande Comoreøen. Byens lufthavn hedder Moroni Hahaya international airport (IATA airport code: HAH).  Der er også en havn med ruter til det afrikanske fastland, de andre øer i øgruppen og til Madagaskar og andre øer i det Indiske Ocean.